# Yuma yamaguchi
yuma yamaguchi（ユーマ ヤマグチ、山口由馬、1984年9月27日 - ）は、日本の作曲家、ピアニスト。yuma名義では主にダンス・ミュージックを制作。

## 人物
福井県出身。2008年にIRMA RECORDSからデビュー。2016年からYUGE inc.に専属作家として所属。

## 主な作品

### 映画
- Peeping Life -WE ARE THE HERO-（2014年）
- おじいちゃん、死んじゃったって。（2017年）
- 詩季織々「小さなファッションショー」（2018年）
- さんかく窓の外側は夜（2021年）
- デッドデッドデーモンズデデデデデストラクション（2024年）
- 新幹線大爆破（2025年）

### テレビドラマ
- 刑事バレリーノ（2016年、日本テレビ）
- 満島ひかり×江戸川乱歩 「算盤が恋を語る話」（2018年、NHK BSプレミアム）
- 坂の途中の家（2019年、WOWOW）
- あと3回、君に会える（2020年、フジテレビ）
- 叫ばないと生きていけない（2022年、RCC中国放送）
- 個人差あります（2022年、フジテレビ）
- 日本一の最低男 ※私の家族はニセモノだった（2025年、フジテレビ）

### アニメ
- まりもの花 〜最強武闘派小学生伝説〜（2012年）
- ワールドフールニュース（2014年）
- 時光代理人 -LINK CLICK-（2021年）[2]
- あたしゃ川尻こだまだよ〜デンジャラスライフハッカーのただれた生活〜（2022年）
- アンデッドガール・マーダーファルス（2023年）
- メタリックルージュ（2024年）
- 魔王の俺が奴隷エルフを嫁にしたんだが、どう愛でればいい?（2024年）

### イベント
- ポルシェ New Macan conference (2014年)
- SUZUKI Authentics at Guangzhou Motor show (2014年)
- Mazda RX-VISION at Tokyo Motor show (2015)
- The 10th Toyota Dream Car Art Contes -The Main Theme- (2015)
- 資生堂 BENEFIQUE "HAKKIKAI Marvelous" (2016年)
- SABON l’Atelier SPA 店内BGM (2022年)
- HOMME PLISSÉ ISSEY MIYAKE AUTUMN WINTER 2022/23 (2022年)
- PLEATS PLEASE ISSEY MIYAKE “TRY ANGLE” (2022年)
- PLEATS PLEASE ISSEY MIYAKE 30th Anniversary (2023年)
- Yuzuru Hanyu ICE STORY 2023 “GIFT” at Tokyo Dome (2023年)

### ストリングスアレンジ
- FAKY / Take my hand (2021年)
- 安斉かれん / 一周目の冬 (2022年)
- 橋本裕太 / Miles (2022年)
- FINAL FANTASY Series ACOUSTIC ARRANGEMENTS / 悠久の風 (2023年)
- RADWIMPS / 正解 (2024年)
- OCTOPATH TRAVELER Orchestra Concert - To travel is to live- (2024年)

### CM
NTT, 資生堂, 第一三共, ユニクロ, ロート製薬, デューダ, リクルート,  NTTドコモ, マイクロソフト, Google, 日本マクドナルド, オークリー, マツダ,P&Gジャパン, トヨタ自動車, 日本コカ・コーラ, 鈴鹿サーキット, inゼリー, ダイハツ工業, DHC, 三井住友銀行, ナブコシステム, BOSE, ヤマハ, ニトリ, 日鉄興和不動産, ジャパネットたかた

### Web CM
PS4®︎用ソフト「GRAVITY DAZE2」プロモーション（#重力猫『GRAVITY CAT / 重力的眩暈子猫編』presented by GRAVITY DAZE 2）

### MV
- 乃木坂46
  - MV Collection 柳沢翔Ver.（2015年）
  - 個人PV 遠藤さくら「わたしには、なにもない」（2019年）
  - 個人PV 与田祐希「ヨダユキ」（2021年）
- 盾の勇者の成り上がり PV「RAGE」（2017年）

### ゲーム
- Jubeat plus「yuma pack」（2013年）
- REFLEC BEAT plus「yuma pack」（2013年）
- Earth Wars（2015年）[4]
- シンクロニカ「A Night On The Town feat. Sofia Rubina」（2016年）
- LOST EPIC（2021年）

## ディスコグラフィ

### アルバム
- SOUND MULTIPLY (2008年)
- BASE STATION – base control & mix by yuma (2009年)
- ITALO HOUSE LUV – played by yuma:since 1989, been on the dance floor (2009年)
- 90′s house crates yuma digs out with madHECTIC STORE (2010年)
- dance native (2012年)
- NotAnArtist (2021年)[5]

### シングル/EP
- Trace of wind (2008年)
- I am the Light   feat. Jeni Fujita (2008年)
- Set Me Free   feat. Sofia Rubina (2008年)
- Base Station (2008年)
- MEWTON feat. ハル（DIALUCK）(2017年)
- mushy fruit feat. Takuto Kawai (2017年)
- Beautiful Wasted Melody (feat. ラブリーサマーちゃん)(2021年)
- ベガーズオペラ (feat. 七尾旅人)(2021年)
- 潜行 (feat. 角銅真実)(2021年)
- 塊 (feat. Leo Uchida from Kroi)(2021年)

### サウンドトラック
- TVアニメ『ワールドフールニュース』(2014年)
- 映画「おじいちゃん、死んじゃったって。」(2017年)
- ドラマW「坂の途中の家」(2019年)
- ドラマ「あと3回、君に会える」「君と会えた10+3回」(2020年)
- 映画「さんかく窓の外側は夜」(2021年)